# Раковац (Беочин)
Раковац (серб. Раковац) — село в Сербії, належить до общини Беочин Південно-Бацького округу в багатоетнічному, автономному краю Воєводина.

## Населення
Населення села становить 2020 осіб (2002, перепис), з них:
- серби — 1700 — 85,47%;
- югослави — 71 — 3,56%;

Решту жителів  — з десяток різних етносів, зокрема: роми, хорвати, словаки і зо два десятка русинів-українців.